# Maqluba

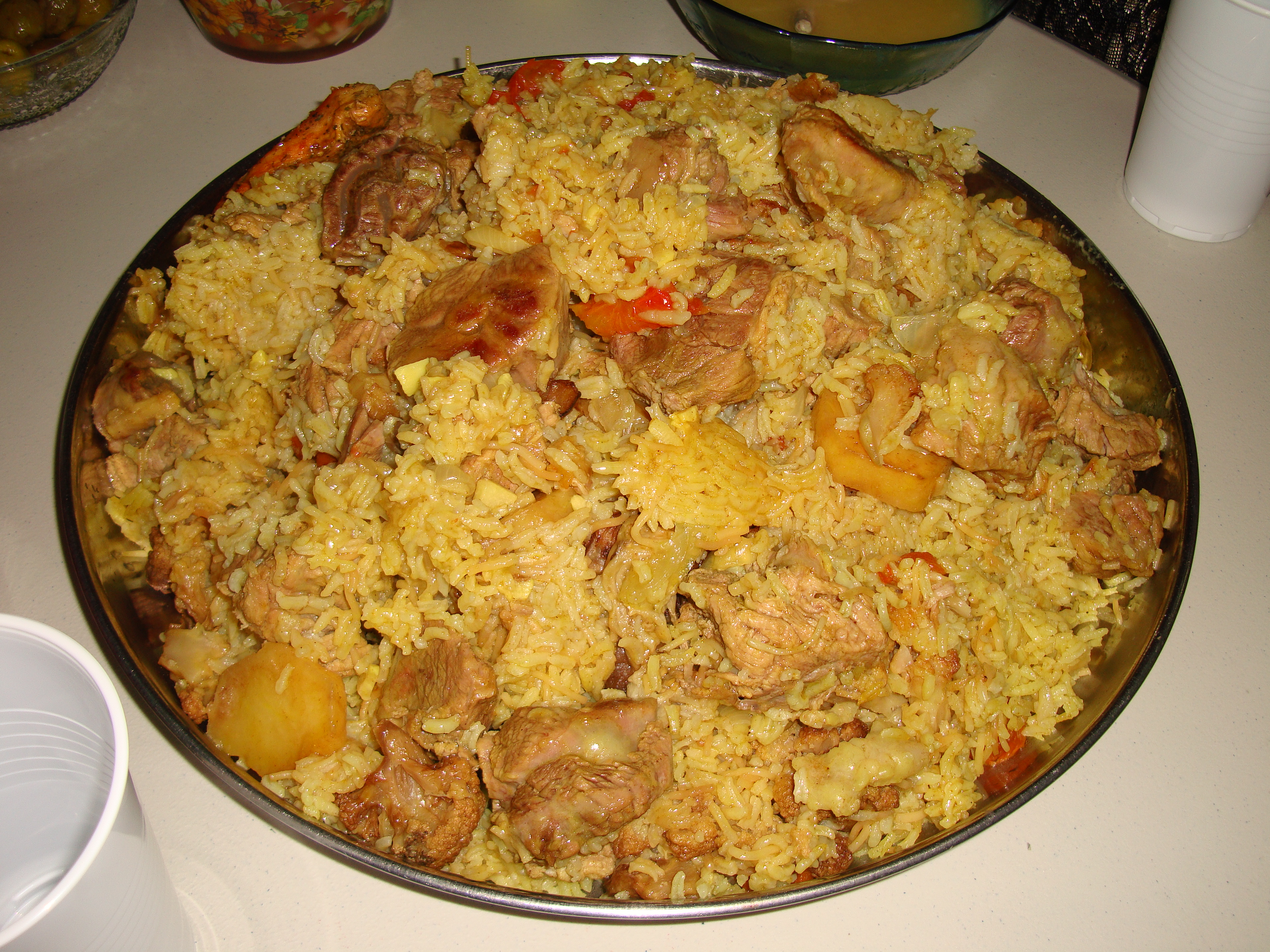
Porção de Maqluba servida em uma panela típica em sua receita tradicional.

A maqluba (em árabe مقلوبة significa virada) é um prato composto de arroz, carne e legumes cuja origem vem da culinária palestina, apesar de ser também conhecido nas culinárias dos países do oriente médio. Às vezes é chamado de "paelha árabe" devido à sua similaridade com a paelha valenciana. É um prato servido nos dias festivos. Se escreve às vezes maqlouba.

## Características
Na antiguidade, se elaborava com os restos de carne (geralmente de galinha ou ovelha) que se acumulavam nas casas ao longo da semana e que acabavam sendo cozinhados no final da semana. O prato contém outros ingredientes como berinjelas, ovos etc. Todos os ingredientes se cozinham juntos em uma caçarola. As versões mais humildes deste prato contém couve-flor (mais comum nas aldeias) ao invés das berinjelas. 
Hoje em dia, se trata de um prato respeitável oferecido aos convidados. É um prato que se come nas sextas-feiras.